# Municipio de Tlapacoya
El municipio de Tlapacoya (del nahuatl: tlapcac, oya, n ‘cumbre, arriba; desmoronar, desgranar; lugar’‘Lugar donde se desgrana la cumbre’) es uno de los 217 municipios que conforman al estado mexicano de Puebla. Fue fundado en 1895 por asentamientos de grupos totonacas y otomíes y su cabecera es el pueblo de  Tlapacoya. Uno de los lugares mas emblemáticos es el llamado cerro del cuatezón donde habitan una infinidad de fauna. 
Geografía

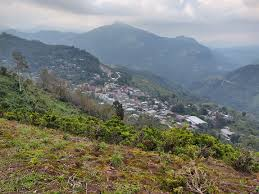
foto panorámica de Tlapacoya

El municipio se encuentra a una altitud promedio de 1100 m s. n. m. y abarca un área de 63.26 km².
Limita al oeste con el municipio de Tlaola, al noreste con el municipio de Jopala, al sureste con el municipio de San Felipe Tepatlán y al sur con el municipio de Ahuacatlán. A esta región conocida también como la sierra norte. 

## Demografía
De acuerdo al último censo, realizado por el INEGI en 2010, en el municipio hay una población total de 6406 habitantes, lo que le da una densidad de población aproximada de 101 habitantes por kilómetro cuadrado.